# Константин Минов
Константин (Кочо) Минов (на сръбски: Константин Миновић или Konstantin Minović, Константин Минович) е македонски сърбоманин, сръбски учител, а по-късно духовник в Македония, активен деец на Сръбската пропаганда в областта в началото на XX век.

## Биография
Константин Минович е роден около 1868 година в Скопие. Получава образование в български училища и в осемдесетте години на XIX век става български учител в родния си град.
В 1893 година Сръбското консулство в Скопие с много усилия успява да отдели от гръцката патриаршеска община около 14 български къщи и 10 влашки, привлича и уволнения поради лошо поведение Минов и формира сръбска община в Скопие. Според сръбски източници напуска българското училище, тъй като смята, че народът трябва да се върне към старото предекзархийско национално съзнаниие – сръбското. След като сърбите получават право да отварят училища в Косовския вилает, Минов става сръбски учител и работи в много селища, включително в голямото църногорско сърбоманско село Кучевища.
По време на така наречената Байряшка афера в Скопие в 1896 година, когато български комити окачват знаме със смъртна присъда на султан Абдул Хамид II, след намеса на българския митрополит Синесий Скопски, османските власти осъждат Минов на 101 години заточение в Бодрум кале, но с помощта на сръбските дипломати след една година е освободен.
В 1899 година става сръбски свещеник и е енорийски свещеник първо в „Свети Спас“, а след това в Кочани и Никодин и най-накрая в скопското село Кожле. Заради сърбоманската му дейност Вътрешната македоно-одринска революционна организация му издава смъртна присъда. Макар и да разбира, че е в черния списък на българските комити, Минов не напуска свещеническия си пост.
Убит е от скопските българи на 11 ноември 1905 година. Погребан е в двора на скопската църква „Свети Спас“.